# Мфулу, Оменуке
Оменуке Мфулу (фр. Omenuke Mfulu; родился 20 марта 1994 года, Пуасси, Франция) — конголезско-французский футболист, полузащитник испанского футбольного клуба «Лас-Пальмас», выступающий на правах аренды за клуб «Депортиво Ла-Корунья»..

## Клубная карьера
Оменуке Мфулу — воспитанник «Страсбура» и «Лилля». Сыграл 3 матча за резерв последнего. 3 августа 2013 перешёл в «Реймс». За клуб дебютировал в матче против «Ниццы». Всего за «Реймс» и «Реймс B» сыграл 77 матчей, где забил 1 гол.
6 августа 2017 года перешёл в «Ред Стар». За клуб дебютировал в матче против «Шоле». Всего за «Ред Стар» сыграл 52 матча, где отдал один голевой пас и получил 9 жёлтых карточек.
1 июля 2019 года перешёл в «Эльче». За клуб дебютировал в матче против «Алькоркона». Всего за «Эльче» сыграл 47 матчей, где получил 7 жёлтых карточек.
2 августа 2021 года перешёл в «Лас-Пальмас». За клуб дебютировал в матче против «Ивисы». Из-за разрыва мышечных волокон пропустил 56 дней.

## Карьера в сборной
За сборную ДР Конго до 21 года сыграл 6 матчей, из которых 4 он провёл на турнире в Тулоне. За сборную дебютировал в матче против Буркина-Фасо.